# Giuseppe Vives
Giuseppe Vives, né le 14 juillet 1980 à Naples en Italie, est un ancien footballeur italien. Il évoluait au poste de milieu de terrain.

## Biographie
Giuseppe Vives joue principalement en faveur des clubs de l'US Lecce et du Torino FC.
Il dispute un total de 173 matchs en Serie A, inscrivant quatre buts. Il joue également sept matchs en Ligue Europa.

## Palmarès
- Champion d'Italie de Serie B en 2010 avec l'US Lecce